# Мольфзее
Мольфзее (нім. Molfsee) — громада в Німеччині, розташована в землі Шлезвіг-Гольштейн. Входить до складу району Рендсбург-Екернферде. Центр об'єднання громад Мольфзее.
Площа — 7,17 км2. Населення становить 5068 ос. (станом на 31 грудня 2020).